# Début de siècle
Pour plus de détails, voir Fiche technique et Distribution.
Début de siècle est un court-métrage documentaire français de Marc Allégret, sorti en 1968.

## Synopsis
Le début de XXe siècle à travers des archives des frères Lumière.

## Fiche technique
- Titre français : Début de siècle
- Réalisation : Marc Allégret
- Production : Pierre Braunberger
- Société de production : Les Films de la Pléiade
- Pays de production :  France
- Langue originale : français
- Format : Noir et blanc — 35 mm — son Mono
- Genre : film documentaire
- Durée : 33 minutes
- Date de sortie : 
  - France : 1968